# Болдовское сельское поселение
Болдовское се́льское поселе́ние — муниципальное образование в Рузаевском районе Мордовии Российской Федерации.
Административный центр — село Болдово.

## История
Статус и границы сельского поселения установлены Законом Республики Мордовия от 7 февраля 2005 года № 14-З «Об установлении границ муниципальных образований Рузаевского муниципального района, Рузаевского муниципального района и наделении их статусом сельского поселения, городского поселения и муниципального района».

## Население
| 2002 | 2010 | 2012 | 2013 | 2014 | 2015 | 2016 |
| ---- | ---- | ---- | ---- | ---- | ---- | ---- |
| 944  | ↘906 | ↘888 | ↘885 | ↘877 | ↘871 | ↘858 |
| 2017 | 2018 | 2019 | 2020 | 2021 |      |      |
| ↘852 | ↘836 | ↘810 | ↘783 | ↘631 |      |      |

## Состав сельского поселения
| № | Населённый пункт  | Тип населённого пункта       | Население |
| - | ----------------- | ---------------------------- | --------- |
| 1 | Болдово           | село, административный центр | ↘634      |
| 2 | Новая Муравьевка  | село                         | ↗272      |
| 3 | Старая Муравьевка | деревня                      | ↘0        |